# Talsperre Carlsfeld

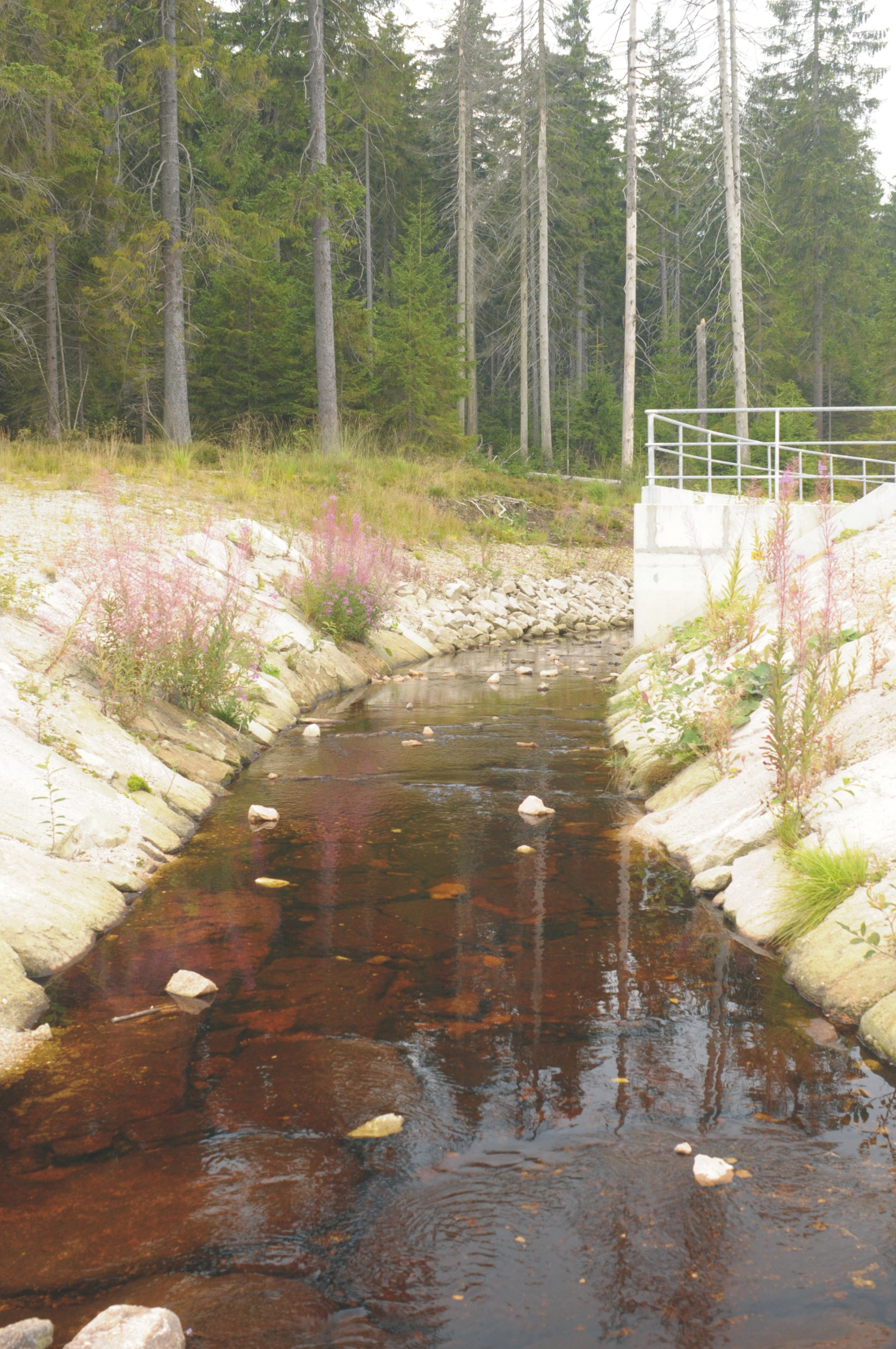
Kanalisierter Zufluss der Talsperre, Wasser mit Huminstoffen

Die Talsperre Carlsfeld, auch Talsperre Weiterswiese oder Wilzschtalsperre, ist die höchstgelegene Talsperre in Sachsen. Sie liegt innerhalb des Eibenstocker Gemeindegebietes beim Ortsteil Carlsfeld. Sie ist außerdem die höchstgelegene Trinkwassertalsperre und nach dem Schluchsee die zweithöchstgelegene Talsperre Deutschlands. Das gestaute Gewässer ist die Wilzsch, ein Nebenfluss der Zwickauer Mulde.

## Bau und Aufbau

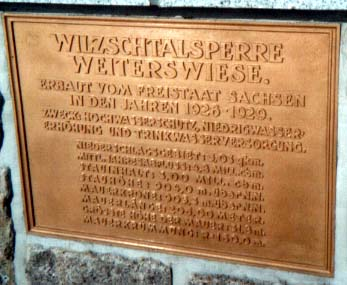
Gedenktafel an der Staumauer

Die Staumauer der Talsperre Carlsfeld ist eine gekrümmte Gewichtsstaumauer aus Bruchsteinmauerwerk nach dem Intze-Prinzip. Die Talsperre wurde 1926 bis 1929 von der Firma Eduard Steyer aus Leipzig erbaut. Dem Bau musste die im Stauraum liegende Streusiedlung Weiterswiese mit ihren 8 Häusern weichen, alle Gebäude wurden abgebrochen. Der Bau der Talsperre wurde im Sächsischen Landtag im Jahr 1927 beraten. Dabei ging es um die Unterbringung der Bauarbeiter in Baracken, die Beschäftigung arbeitsloser Familienväter aus dem Obererzgebirge, Kilometergeld sowie die Stellung von Werkzeug und Berufskleidung.

## Nutzung
Die Talsperre dient der Trinkwasserversorgung und dem Hochwasserschutz. Die Wasserhärte beträgt 0,5 Grad dH - weich beginnt bei einem Wert von unter 7 Grad dH -. Von allen sächsischen Talsperren hat sie das weicheste Wasser. Die Sichttiefe beträgt im Jahresmittel 100 Zentimeter, die geringste aller des Landes Sachsen. Unterhalb der Staumauer steht das Wasserwerk, von dem aus das aufbereitete Wasser in freiem Gefälle zum Versorgungsgebiet fließen kann. Eine stufenlos höhenverstellbare Entnahmeanlage ermöglicht es, jeweils in der Wasserhöhe das Wasser zur Trinkwasseraufbereitung abzuleiten, wo es die beste Qualität hat.
Das Wasserwerk Carlsfeld entstand zwischen 1934 und 1936, um Schönheide mit Trinkwasser zu versorgen. Nach Erweiterungen in den 1960er Jahren wurde Eibenstock angeschlossen. Von 1997 bis 2000 erfolgte eine Sanierung des Wasserwerkes. Danach wurde die Versorgung ausgeweitet. Außer den genannten werden Johanngeorgenstadt und Schwarzenberg, insgesamt 33.000 Einwohner in 11 Gemeinden, mit Trinkwasser beliefert.

## Niederschlagsmenge
Die mittlere Niederschlagsmenge im Jahr beträgt im Bereich der Talsperre 1200 Millimeter. Im Zeitraum 1961/1990 1219 mm und mittlere höchste Schneedecke 121 cm. Die absolut höchste Schneedecke war im März 1988 - 255 cm.

## Verhinderung von Wasserbelastungen
Huminstoffe, die in den Mooren und Wäldern oberhalb der Talsperre entstehen, werden von der Wilzsch mitgeführt. Unter bestimmten Umständen – bei starken Niederschlägen und während der Schneeschmelze – steigt der Huminstoffgehalt stark an. Seit den 1990er Jahren ist die Konzentration immer höher geworden.  Diese Belastung hält die sächsische Talsperrenverwaltung nicht für gesundheitsschädlich und bezeichnet sie als natürliche Einträge, die das Wasser verfärben. Diese könnten aber „zu Qualitätsproblemen führen und müssen in den Wasserwerken aufwendig entfernt werden“. Auch die braune Färbung des Wassers und die damit verbundene geringe Sichttiefe sind durch die Huminstoffbelastung verursacht. Um bereits die Rohwasserqualität zu stabilisieren und die Belastungsspitzen aus Huminstoffen im die Talsperre speisenden Wasser abfangen zu können, wurde im Jahr 2010 binnen eines Jahres an der Stauwurzel der Talsperre ein Rückhaltebecken mit einem Fassungsvermögen von 44.000 Kubikmetern gebaut. Dazu wurden an der Wilzsch ein 200 Meter langer und 30 Meter breiter Damm, der das Wasser der Talsperre abtrennt, ein Umleitungsgraben und  auf dem Boden der Talsperre eine Rohrleitung von 30 Zentimetern Durchmesser errichtet. Bei einer großen Belastung mit Huminstoffen wird das an sich der Talsperre zufließende Wasser über ein Verteilerbauwerk in dieses Rückhaltebecken geleitet, von wo es über die Rohrleitung durch den Stausee und die Staumauer und unterhalb der Talsperre wieder in die Wilzsch fließt. Bereits beim ersten Einstau nach dem Bau der neuen Anlagen ist nach Feststellung der Landestalsperrenverwaltung eine wesentliche Reduzierung des Huminstoffeintrags eingetreten. Die zur Umleitung des huminstoffbelasteten Wassers genutzte Rohrleitung von 1100 Metern Länge soll so verlängert werden, dass dieses Wasser bis zum Glashüttenbach geführt und dann über diesen Bach und die Große Bockau zur Zwickauer Mulde fließen kann und damit auch die Talsperre Eibenstock nicht belasten würde. Der Planfeststellungsbeschluss der Landesdirektion Chemnitz für dieses Vorhaben wird für das Jahr 2016 erwartet.
Baden und sonstiger Freizeitsport im Stausee sind nicht erlaubt, Wandern rund um den Stausee ist möglich. Auch die Mauerkrone ist begehbar.

## Sanierung
Zwischen 1997 und 2000 wurde die Talsperre grundlegend saniert. Am östlichen Ende der Staumauer steht ein Modell des Maueraufbaus, wie er bei der Sanierung hergestellt wurde. Über die Baustelle der Talsperre und den angrenzenden Wald zog am 22. Juni 1998 eine Windhose. Auf einer rund 6 km langen Schneise wurden sämtliche Bäume umgeworfen. An dieses Ereignis erinnert eine Tafel in der Nähe der Staumauer.

## Betriebsinformationen
Jeweils aktuelle Informationen über den Betrieb der Talsperre wie Wasserstände, Zufluss- und Abflussmengen sind über die Internetseite der sächsischen Talsperrenverwaltung abrufbar.

## Bergbaugeschichte im Bereich der Talsperre
Im Zuge der Bauarbeiten wurde der Wasserstand im Frühjahr 2010 um einige Meter abgesenkt und es konnten die Überreste einer historisch genutzten Zinnseife (Kassiterit) dokumentiert werden. Bereits Ende der 1990er-Jahre waren bei Sanierungsarbeiten bearbeitete Hölzer entdeckt worden. Ein kleiner, namenloser Nebenbach der Großen Wilzsch hatte sein Bett geändert und dabei die Fundstelle freigelegt. Mittlerweile wurden hier einige Baumstämme, Pfosten, Bretter und verbaute Gräben dokumentiert, die wohl zur Regulierung des Wasserlaufs dienten. Besonders hervorzuheben ist der Fund eines Holzkastens aus Spaltbohlen von 2,5 × 1,0 × 0,5 m Größe. Die darin gefundenen Feinsedimente legen eine Deutung als Schlämmgraben zum Absetzen feinster Korngrößen nahe. Derzeit wird die in historischen Quellen als „Nixseiffen“ erwähnte Anlage in die Zeit um 1500 eingeordnet.